# 장 앙투안 드 콜라르
장 마리 앙투안 필리프 드 콜라르(Jean Marie Antoine Philippe de Collaert, 1761년 6월 13일 ~ 1816년 6월 17일)는 워털루 전투에서 네덜란드-벨기에 기병사단을 이끌었다. 그는 1778년에 합스부르크 군주국 오스트리아 기병대 장교가 되었고, 나중에 1786년까지 네덜란드 공화국군에서 복무했다. 1795년 프랑스 제1공화국 군대가 네덜란드 공화국을 점령한 후, 콜라르는 프랑스 위성국인 새로운 바타비아 공화국군에서 경기병의 중령이 되었다. 그는 1799년 카스트리쿰 전투에서 큰 공을 세웠고, 1800년 오스트리아군과의 전투에서 심각한 부상을 입었다. 그는 1803년에 대령으로 진급했다. 홀란트 왕국에서 그는 1806년에 소장이 되었고, 1808년에는 국왕 근위대의 대장으로 임명되었다.
홀란트가 프랑스 제1제국에 합병된 후, 콜라르는 준장으로 프랑스군에 입대하여 2년간 주둔 임무를 맡았다. 1813년, 그는 독일 전역에서 프랑스 기병 여단을 지휘하도록 임명되었다. 그해 그는 드레스덴, 라이프치히, 생크루아앙플렌에서 기병대를 이끌었다. 1814년, 그는 라로티에르, 모르망, 생디지에에서 싸웠다. 1815년 새로이 창설된 네덜란드 왕국으로 갔고, 곧 그곳 기병대의 중장으로 임명되었다. 그는 6월 18일 워털루에서 심한 부상을 입었고 1년 후 그 부상으로 사망했다.

## 초기 경력

### 오스트리아 및 네덜란드 복무
콜라르는 1761년 6월 13일 오스트리아령 네덜란드의 리에주에서 태어났다. 그의 부모는 한때 프로이센 왕자의 부관이었던 마리 조셉 페르디난드 콜라르 남작과 마리아나 하우벤이었다. 1778년 그는 합스부르크 군주국 오스트리아군에 입대하여 그해 3월에 중위로, 나중에 기병대장으로 진급했다. 어느 시점에 그와 그의 형 마리 조셉 제라르 드 콜라르는 네덜란드 공화국군 마타 용기병 연대에 합류했다. 그는 대위였지만 1786년 군대 재편성 후 제대했다. 1787년 그는 네덜란드군에서 소령 계급을 보유했다.

### 바타비아 공화국: 1795–1805
1795년 공화국 프랑스가 네덜란드 공화국을 점령했을 때, 콜라르는 7월 8일 새로운 바타비아 공화국군에 경기병 연대의 중령으로 합류했다. 1799년 영국-러시아의 홀란트 침공 동안, 그는 10월 6일 카스트리쿰 전투에서 싸웠고 그곳에서 공을 세웠다. 이틀 후 그의 경기병대가 페턴 근처에서 영국군 200명을 붙잡았다. 1800년 마인강 전역에서 그는 장바티스트 뒤몽소의 지휘를 받았으며 11월 23일 아샤펜부르크에서 합스부르크 군주국 오스트리아군의 출격에 맞서 두 개의 경기병대대(squadron)를 이끌다가 두 번의 심각한 부상을 입었다. 이 때 그는 피에르 오주로로부터 찬사를 받았고 정부로부터 명예의 검을 받았다. 그는 1803년 7월 18일 제1 바타비아 경기병 연대의 대령으로 진급했다. 이 연대는 1805년 제이스트 훈련소에 주둔하다가 텍셀로 파견되었다. 그해 6월 28일 그는 지휘관에서 교체되었고 연금위원회 시멜페닉의 대령 지휘관으로 임명되었다.

### 홀란트 복무: 1806–1809
루이 보나파르트가 새로이 창설된 홀란트 왕국의 주권자가 된 후, 콜라르는 1806년 3월 7일 소장으로 진급했다. 다른 자료에서는 승진이 1807년 4월 6일에 이루어졌다고 언급했다. 그는 1806년 7월 6일 데벤터르의 제4군사지구 사령관으로 임명되었다. 그는 9월 13일 제이스트 훈련소로 가도록 배정되었고, 9월 25일 프로이센 왕국에 대항하여 싸우러 떠났을 때 클로드 이그나스 프랑수아 미쇼 사단에서 여단을 이끌었다. 그러나 그는 건강 문제로 곧 사임했고, 10월에 카렐 프랑스 요셉 마셰크에게 지휘권을 넘겨주었다.
그는 1807년 1월 1일 재회 훈장의 기사로 임명되었고, 2월 16일에는 지휘관으로, 같은 해 5월 19일에는 훈장의 고위 장교로 임명되었다. 그는 1807년 5월 8일 홀란트 왕실 근위대의 대장으로 임명되었다. 그는 1808년 8월 3일에 4,000 네덜란드 휠던의 연금을 받으며 육군에서 은퇴했고, 나중에 연금은 6,000으로 인상되었다. 그는 1809년 8월 7일 발헤런 전역 동안 잠시 현역으로 복귀하여 브레다의 지휘를 맡았다. 그러나 그는 다리 골절로 인해 2주 후에 지휘권을 사임해야 했다.

## 프랑스 복무: 1811–1814
프랑스 제1제국이 홀란트 왕국을 흡수한 후, 콜라르는 1811년 1월 2일 준장으로 프랑스군에 합류했다. 그는 일리리아 속주로 파견되어 알렉시스 조제프 델종의 이탈리아 관측군 제1사단 제1여단을 지휘했다. 1811년부터 1813년 4월 1일까지 그는 자다르(자라) 주둔군을 지휘했다. 1813년 3월 25일 그는 독일에서 기병 여단을 이끌도록 임명되었다. 장투생 아리기 드 카사노바의 제3기병군단에서 새로운 임무를 맡아 사뮈엘프랑수아 레리티에의 제5중기병사단에서 복무했다.

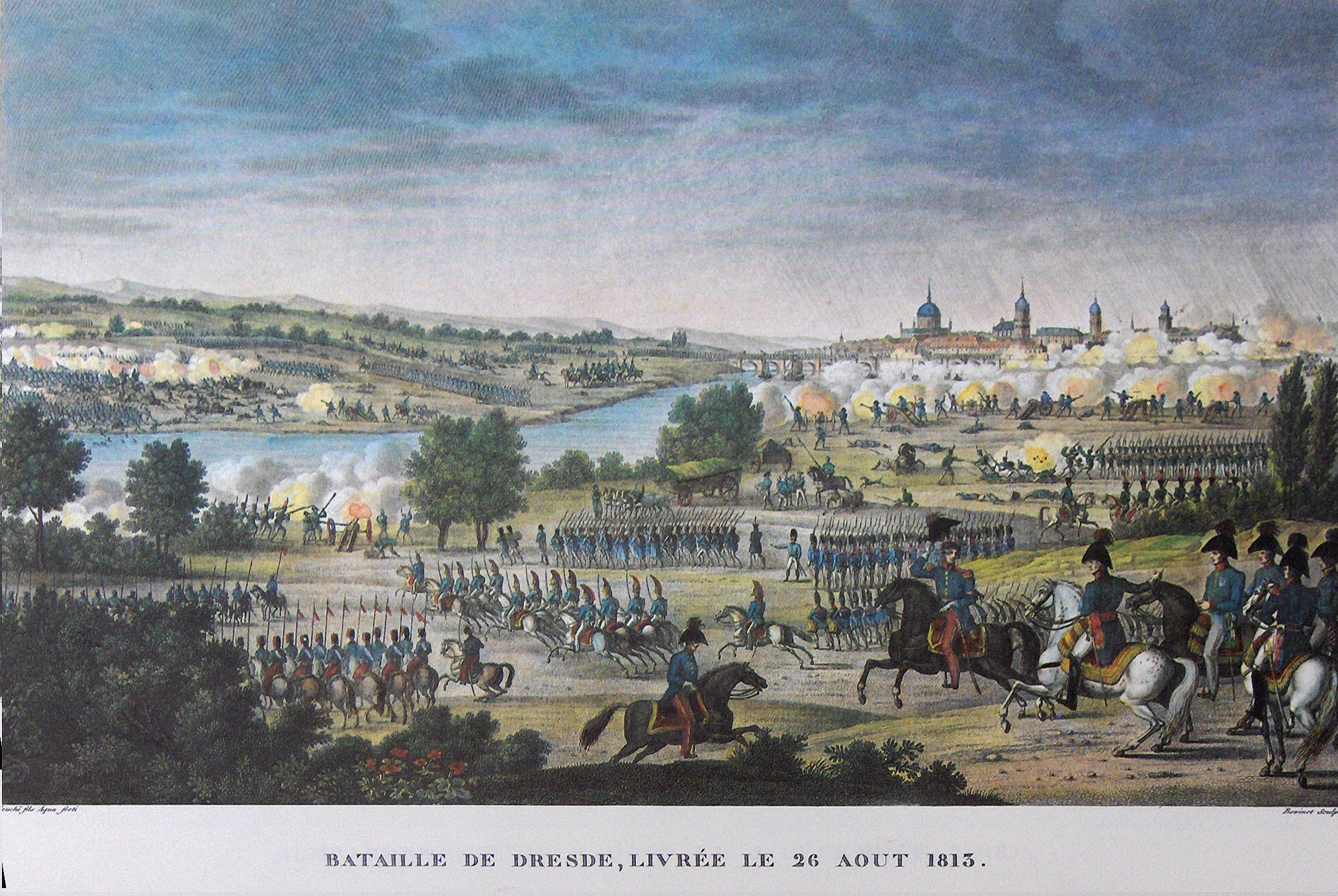
드레스덴 전투, 1813년 8월 26–27일

1813년 8월 10일, 제5중기병사단은 제5기병군단으로 이관되었고, 그날부터 10월 5일까지 콜라르는 사단장 대행이었다. 이 기간 동안 그는 8월 26–27일 드레스덴 전투에서 사단을 이끌었으며, 레리티에는 군단을 지휘했다. 사단은 제2, 6, 11, 13, 15 용기병 연대를 포함했고, 61명의 장교와 851명의 기병으로 구성되었다. 10월 16–19일 라이프치히 전투 동안, 콜라르는 피에르 클로드 파졸이 군단을 지휘하는 레리티에의 1,700명 규모 제5중기병사단에서 한 여단을 이끌었다. 콜라르의 여단은 제11용기병대대 4개 중대, 제13용기병대대 2개 중대, 제15용기병대대 3개 중대로 구성되었다.
카를 필리프 추 슈바르첸베르크 후작의 연합군 병력은 1813년 12월 21일 바젤에서 라인강을 건너기 시작했다. 선두에는 카를 폰 샤이블러가 이끄는 700명의 기병으로 구성된 오스트리아-바이에른 습격대가 있었다. 침공 소식을 들은 원수 클로드 페랭 빅토르는 에두아르 장 바티스트 밀오에게 제5기병군단 소속 기병 3,500명을 이끌고 적의 움직임을 정찰하라고 명령했다. 12월 23일, 이제 두 개의 돈 카자크 연대로 증강된 샤이블러의 부대는 뮐루즈를 거쳐 북쪽으로 이동했다. 한편, 그의 200명 선봉대는 12문의 포병 탄약상자를 탈취하고 콜마르에 도달하여 밀오의 군단이 다음날 도착할 것이라는 사실을 알고 본대로 후퇴했다. 12월 24일 아침, 생크루아앙플렌에서 샤이블러의 기병 800명은 가브리엘-가스파르 몽텔레지에가 이끄는 프랑스 용기병 1,000명에게 격퇴되었다. 연합군이 안전한 곳으로 질주할 때, 그들은 콜라르 여단의 선두 두 중대가 탈출로를 막고 있는 것을 발견했다. 샤이블러는 세 번의 부상을 입었지만, 그의 병력 대부분은 함정에서 벗어나는 데 성공했으며, 장교 9명과 기병 약 200명을 잃었다. 프랑스군의 사상자는 80명이었지만, 잃었던 탄약상자를 되찾았다. 비록 작은 교전이었지만, 슈바르첸베르크는 강력한 프랑스군이 근처에 있다고 믿고 매우 신중해졌다. 사실, 슈바르첸베르크의 75,000명의 병력은 빅토르의 10,000명을 훨씬 능가했다.

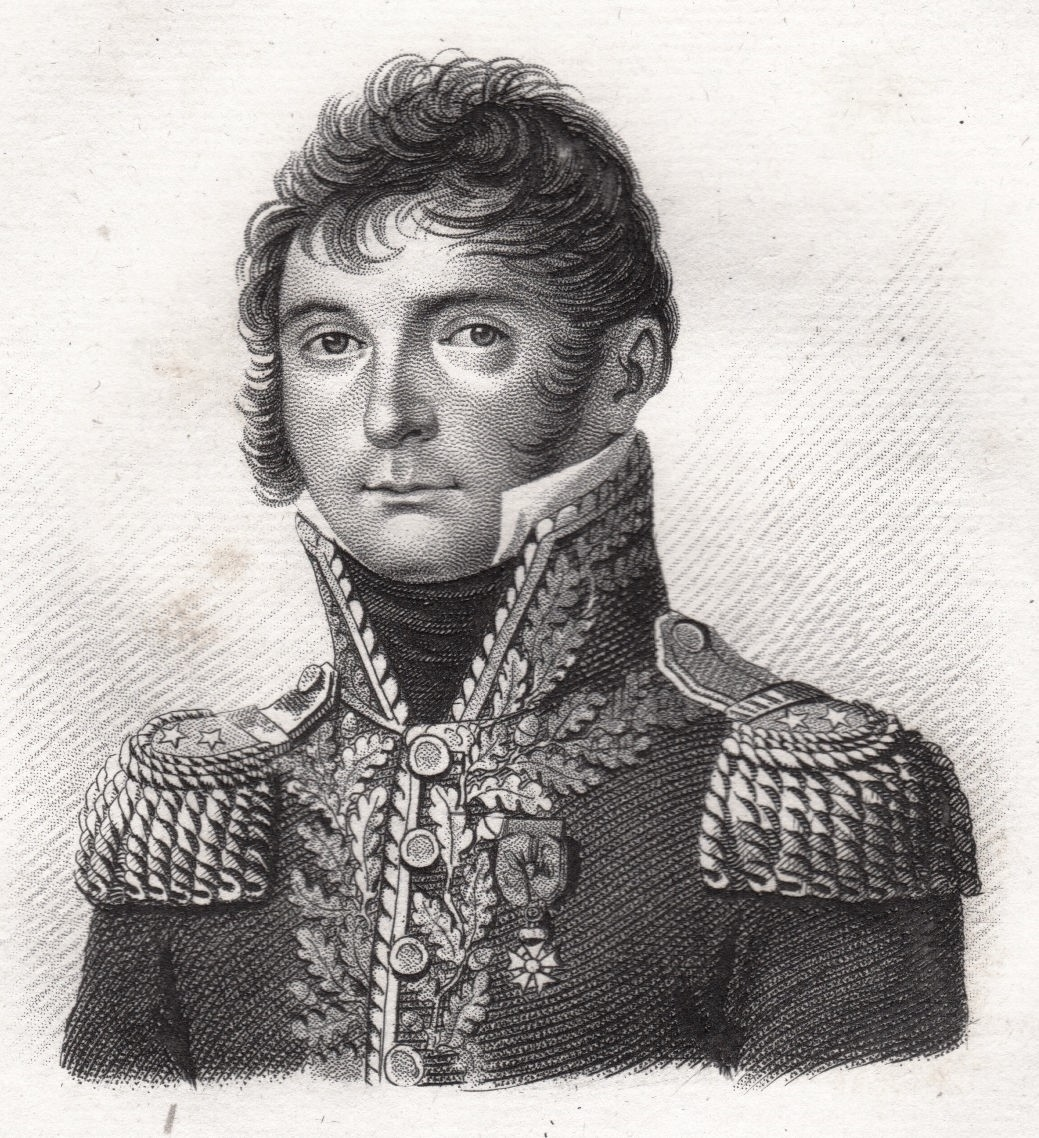
사뮈엘 레리티에

1814년 3월 25일, 콜라르는 밀오의 기병군단에서 제5중기병사단을 지휘했다. 사단은 제2, 6, 11 용기병 연대를 포함하는 1,037명 규모의 여단과 제13, 15 용기병 연대를 포함하는 872명 규모의 여단으로 구성되었다. 그는 1814년 2월 1일 라로티에르 전투에서 레리티에의 제6중기병사단 소속 제22, 25 용기병으로 구성된 여단을 이끌었다. 게프하르트 레베레히트 폰 블뤼허가 이끄는 8만 명의 연합군은 나폴레옹 보나파르트의 프랑스군 4만 5천 명을 격파했다. 파비안 고틀리프 폰 오슈텐자켄의 러시아군 군단의 초기 공격에 대응하여 레리티에는 돌격했으나 습지 때문에 속도가 느려졌고 격렬한 포격에 저지되었다. 격렬한 전투 후, 사단은 프랑스군 후퇴를 엄호하는 데 사용되었다.
1814년 2월 17일 모르망 전투에서 나폴레옹의 군대는 페트로 페트로비치 팔렌 휘하의 보병 2,500명과 기병 1,800명으로 구성된 러시아군과 맞닥뜨렸다. 선두 프랑스 부대들은 중앙에 빅토르의 보병을 배치하여 화살 모양으로 정렬했다. 프랑수아 에티엔 켈레르만은 레리티에와 안느프랑수아 샤를 트렐리아르 사단으로 우측 기병을 이끌었고, 밀오는 이폴리트 피레와 앙드레 브리슈 사단으로 좌측 기병을 이끌었다. 켈레르만은 레리티에 사단을 팔렌의 코사크에게 던졌고, 트렐리아르는 러시아 보병을 추격했다. 오귀스트 에티엔 라모트 여단은 코사크 연대 두 개를 격파했지만, 코사크 연대 두 개가 더 나타나자 콜라르의 여단이 돌격하여 그들을 쓸어버렸다. 팔렌은 이 참패에서 보병 2,114명과 기병의 3분의 1을 잃었다. 프랑스 기병이 낭지에 도달했을 때, 그들은 연합군 제5군단 소속 안톤 레오나르트 폰 하르데그의 오스트리아 사단을 격퇴시켰다. 오후에 레리티에와 에티엔 모리스 제라르의 파리 예비군은 합세하여 발주앙 전투에서 제3바이에른 사단을 격파했다. 이 때 기병 재편성이 있었는데, 1814년 2월 20일 콜라르는 밀오의 제5기병군단 소속 레리티에의 제4중기병사단 제2여단장이 되었다. 제2여단은 제22, 25 용기병에서 온 기병 616명으로 구성되었다.
1814년 3월 26일 생디지에 전투는 리니 (1815년)를 제외하면 나폴레옹의 마지막 승리였다. 생디지에 서쪽에서 페르디난트 폰 빈칭게로데 휘하의 연합군 기병 1만 명이 두 줄로 늘어서 있는 것을 발견한 나폴레옹은 마른강을 건너 그들을 격파하여 1,500명의 사상자를 내고 9문의 대포를 노획했다. 트렐리아르 사단은 빈칭게로데의 주력 부대를 북동쪽 바를르뒤크 방면으로 추격하는 동안, 레리티에 사단은 프리드리히 카를 폰 테텐본의 코사크를 서쪽 페르트까지 추격했다. 4월 15일 마지막 점호에서 레리티에 사단 소속 콜라르 여단은 여전히 제22, 25 용기병으로 구성되었고, 장교 46명과 사병 517명을 보유했다. 부르봉 왕정복고 하에서 콜라르는 성 루이 훈장을 받았다.

## 워털루: 1815
콜라르는 네덜란드 왕국 군대에 합류하여 1815년 3월 26일 소장으로 진급하고 4월 21일에는 야전군 기병사단의 중장으로 임명되었다. 1815년 6월 18일 워털루 전투에서 콜라르는 알베르트 도미니쿠스 트립 판 조우트란트 휘하의 제1여단, 샤를 에티엔 드 지니가 이끄는 제2여단, 장바티스트 판 메를렌이 지휘하는 제3여단으로 구성된 네덜란드-벨기에 기병사단을 지휘했다. 제1여단은 제1, 2, 3 기병 연대로 구성되었고, 제2여단은 제4경용기병대와 제8경기병대로 구성되었으며, 제3여단은 제5경용기병대와 제6경기병대로 구성되었다. 제2, 5, 8연대는 벨기에군이었고 나머지는 네덜란드군이었다. 이 사단은 페터와 헤이의 기마포병 반포대로 지원을 받았다. 기병들은 중기병으로 간주되었고 다른 네 연대는 경기병으로 평가되었다.
영국 측의 전투 기록은 네덜란드-벨기에 기병의 노력을 축소시켰다. 한 역사가 지적했듯이, 연합군 기병 총사령관 헨리 파제트 앵글시 백작은 네덜란드 기병 부대 선두에 서서 돌격을 명령했지만, 기병들 중 아무도 그를 따르지 않았다. 이와 같은 사건으로 인해 많은 영국 장교들이 모든 네덜란드 병사들을 겁쟁이로 낙인찍었다. 저자는 이 특정 사례의 실제 원인이 지휘 체계 및 언어 문제였을 수 있다고 지적했다. 그날 아침에 오라녜 공작 빌럼이 네덜란드-벨기에 기병을 앵글시의 지휘 아래 두었다. 사실, 네덜란드-벨기에 기병대의 손실은 심각했으며, 두 연대 각각 50명 이상이 전사했다.
| 여단            | 연대                    | 병력 | 전사 | 부상 | 실종 | 총 손실 |
| --------------- | ----------------------- | ---- | ---- | ---- | ---- | ------- |
| 제1여단: 트립   | 제1네덜란드 기병 연대   | 446  | 12   | 75   | 15   | 102     |
| 제1여단: 트립   | 제2벨기에 기병 연대     | 399  | 58   | 68   | 30   | 156     |
| 제1여단: 트립   | 제3네덜란드 기병 연대   | 392  | 37   | 29   | 26   | 92      |
| 제2여단: 지니   | 제4네덜란드 경용기병대  | 647  | 54   | 143  | 52   | 239     |
| 제2여단: 지니   | 제8벨기에 경기병 연대   | 439  | 11   | 151  | 122  | 284     |
| 제3여단: 메를렌 | 제5벨기에 경용기병대    | 441  | 10   | 76   | 71   | 157     |
| 제3여단: 메를렌 | 제6네덜란드 경기병 연대 | 641  | 12   | 70   | 132  | 214     |

제1여단은 정오쯤 예비대에 있었지만, 오후 3시 30분쯤 제1기병 연대가 선두에 서서 전투에 투입되었다. 6월 16일 카트레브라 전투에서 제5경용기병대가 프랑스 샤쇠르 아 슈발에게 크게 손상되었기 때문에, 그들은 6월 18일 예비대로 남겨졌다. 1814년 11월에 모집된 루이 뒤비비에 휘하의 제8경기병 연대는 프랑스, 벨기에, 독일 국적의 미숙한 병사들로 구성되었다. 워털루 전투 중 제8연대는 정예 프랑스 근위 기병 척탄병과 대치하게 되었다. 네덜란드어로 내려진 명령이 제8경기병 연대를 혼란에 빠뜨리자, 그들은 기병 척탄병에게 돌격당해 패주했다. 충분한 기병들이 다시 모여 하나의 중대를 형성했고, 오후 늦게 허시 비비안과 존 오름스비 반델뢰르 여단과 협력했다.
워털루에서 콜라르의 발은 머스켓 총알에 맞아 부서졌다. 1815년 7월 8일, 그는 군사 빌럼 훈장을 받았다. 그는 노르트브라반트주의 사령관으로 임명되었지만, 1816년 6월 17일 브뤼셀에서 워털루 부상의 후유증으로 사망했다.

## 참고 자료
- Broughton, Tony (2006). “Generals Who Served in the French Army during the Period 1789 to 1814: Cervoni to Custine de Sarreck”. The Napoleon Series. 2013년 10월 5일에 확인함.
- Haythornthwaite, Philip (1974). 《Uniforms of Waterloo》. New York, NY: Hippocrene Books. ISBN 0-88254-283-4.
- Howarth, David A. (1968). 《Waterloo: Day of Battle》. New York, N.Y.: Atheneum.
- Leggiere, Michael V. (2007). 《The Fall of Napoleon: The Allied Invasion of France 1813–1814》 1. New York, N.Y.: Cambridge University Press. ISBN 978-0-521-87542-4.
- Nafziger, George (2015). 《The End of Empire: Napoleon's 1814 Campaign》. Solihull, UK: Helion & Company. ISBN 978-1-909982-96-3.
- Nafziger, George (1990). “French Forces at Dresden 26/27 August 1813” (PDF). United States Army Combined Arms Center. 2016년 8월 22일에 원본 문서 (PDF)에서 보존된 문서. 2016년 7월 25일에 확인함.
- North, René (1971). 《Regiments at Waterloo》. London, U.K.: Almark Publishing Co. ISBN 0-85524-025-3.
- Petre, F. Loraine (1994) [1914]. 《Napoleon at Bay: 1814》. London: Lionel Leventhal Ltd. ISBN 1-85367-163-0.
- Smith, Digby (1998). 《The Napoleonic Wars Data Book》. London: Greenhill. ISBN 1-85367-276-9.
- Van der Aa, A. J. (1852). “Biographisch Woordenboek der Nederlanden: Collaert (Jean Antoine de)”. Haarlem: J. J. Van Brederode. 2016년 7월 30일에 확인함.
- Van Uythoven, Geert (2013). “Cavalry Officers of the Netherlands (Serving from 1813 to 1815): Caïmo to Cruquembourg de Vichte”. The Napoleon Series. 2016년 7월 31일에 확인함.
- Van Uythoven, Geert (2008). “Collaert, Jean Marie Antoine Philippe Baron de”. 2020년 3월 12일에 원본 문서에서 보존된 문서. 2013년 10월 5일에 확인함.